# Evezés a 2024. évi nyári olimpiai játékokon
A 2024. évi nyári olimpiai játékokon a evezésben tizennégy versenyszámot rendeztek meg. A versenyszámokat július 27. és augusztus 3. között rendezték meg.

## Összesített éremtáblázat
(A táblázatokban a rendező nemzet sportolói eltérő háttérszínnel, az egyes számoszlopok legmagasabb értéke vagy értékei vastagítással kiemelve.)
| A 2024. évi nyári olimpiai játékok éremtáblázata evezésben | A 2024. évi nyári olimpiai játékok éremtáblázata evezésben | A 2024. évi nyári olimpiai játékok éremtáblázata evezésben | A 2024. évi nyári olimpiai játékok éremtáblázata evezésben | A 2024. évi nyári olimpiai játékok éremtáblázata evezésben | Olimpia  |
| ---------------------------------------------------------- | ---------------------------------------------------------- | ---------------------------------------------------------- | ---------------------------------------------------------- | ---------------------------------------------------------- | -------- |
|                                                            | Ország                                                     | Arany                                                      | Ezüst                                                      | Bronz                                                      | Összesen |
| 1.                                                         | Hollandia (NED)                                            | 4                                                          | 3                                                          | 1                                                          | 8        |
| 2.                                                         | Nagy-Britannia (GBR)                                       | 3                                                          | 2                                                          | 3                                                          | 8        |
| 3.                                                         | Románia (ROU)                                              | 2                                                          | 3                                                          | 0                                                          | 5        |
| 4.                                                         | Új-Zéland (NZL)                                            | 1                                                          | 2                                                          | 1                                                          | 4        |
| 5.                                                         | Egyesült Államok (USA)                                     | 1                                                          | 0                                                          | 1                                                          | 2        |
| 5.                                                         | Írország (IRL)                                             | 1                                                          | 0                                                          | 1                                                          | 2        |
| 5.                                                         | Németország (GER)                                          | 1                                                          | 0                                                          | 1                                                          | 2        |
| 8.                                                         | Horvátország (CRO)                                         | 1                                                          | 0                                                          | 0                                                          | 1        |
|                                                            |                                                            |                                                            |                                                            |                                                            |          |
| 9.                                                         | Olaszország (ITA)                                          | 0                                                          | 2                                                          | 0                                                          | 2        |
| 10.                                                        | Kanada (CAN)                                               | 0                                                          | 1                                                          | 0                                                          | 1        |
| –                                                          | Független résztvevők (AIN)                                 | 0                                                          | 1                                                          | 0                                                          | 1        |
|                                                            |                                                            |                                                            |                                                            |                                                            |          |
| 11.                                                        | Görögország (GRE)                                          | 0                                                          | 0                                                          | 2                                                          | 2        |
| 12.                                                        | Ausztrália (AUS)                                           | 0                                                          | 0                                                          | 1                                                          | 1        |
| 12.                                                        | Lengyelország (POL)                                        | 0                                                          | 0                                                          | 1                                                          | 1        |
| 12.                                                        | Litvánia (LTU)                                             | 0                                                          | 0                                                          | 1                                                          | 1        |
| 12.                                                        | Svájc (SUI)                                                | 0                                                          | 0                                                          | 1                                                          | 1        |
|                                                            |                                                            |                                                            |                                                            |                                                            |          |
| Összesen                                                   | Összesen                                                   | 14                                                         | 14                                                         | 14                                                         | 42       |

## Férfi

### Érmesek
| A 2024. évi nyári olimpiai játékok érmesei férfi evezésben | |         | |         | |         |
| Versenyszám                                                | Arany | Arany   | Ezüst | Ezüst   | Bronz | Bronz   |
| Egypárevezős                                               | Oliver Zeidler · Németország (GER) | 6:37,57 | Jevhenij Zolotoj · Független résztvevők (AIN) | 6:42,96 | Simon van Dorp · Hollandia (NED) | 6:44,72 |
| Kétpárevezős                                               | Románia · Andrei-Sebastian Cornea · Marian Enache | 6:12,58 | Hollandia · Melvin Twellaar · Stef Broenink | 6:13,92 | Írország · Daire Lynch · Philip Doyle | 6:15,17 |
| Könnyűsúlyú kétpárevezős                                   | Írország · Fintan McCarthy · Paul O'Donovan | 6:10,99 | Olaszország · Stefano Oppo · Gabriel Soares | 6:13,33 | Görögország · Pétrosz Gaidadzísz · Andónisz Papakonsztandínu | 6:13,44 |
| Kormányos nélküli kettes                                   | Horvátország · Martin Sinković · Valent Sinković | 6:23,66 | Nagy-Britannia · Oliver Wynne-Griffith · Thomas George | 6:24,11 | Svájc · Roman Röösli · Andrin Gulich | 6:24,76 |
| Négypárevezős                                              | Hollandia · Lennart van Lierop · Finn Florijn · Tone Wieten · Koen Metsemakers                                                                                           | 5:42,00 | Olaszország · Luca Chiumento · Luca Rambaldi · Giacomo Gentili · Andrea Panizza                                                                                                 | 5:44,40 | Lengyelország · Fabian Barański · Mateusz Biskup · Dominik Czaja · Mirosław Ziętarski                                                                                                   | 5:44,59 |
| Kormányos nélküli négyes                                   | Egyesült Államok · Nick Mead · Justin Best · Michael Grady · Liam Corrigan                                                                                               | 5:49,03 | Új-Zéland · Oliver Maclean · Logan Ullrich · Tom Murray · Matt Macdonald | 5:49,88 | Nagy-Britannia · Oliver Wilkes · David Ambler · Matt Aldridge · Freddie Davidson | 5:52,42 |
| Nyolcas                                                    | Nagy-Britannia · Morgan Bolding · Sholto Carnegie · Rory Gibbs · Thomas Ford · Jacob Dawson · Charles Elwes · Thomas Digby · James Rudkin · Harry Brightmore (kormányos) | 5:22,88 | Hollandia · Ralf Rienks · Olav Molenaar · Sander de Graaf · Ruben Knab · Gert-Jan van Doorn · Jacob van de Kerkhof · Jan van der Bij · Mick Makker · Dieuwke Fetter (kormányos) | 5:23,92 | Egyesült Államok · Henry Hollingsworth · Nicholas Rusher · Christian Tabash · Clark Dean · Christopher Carlson · Peter Chatain · Evan Olson · Pieter Quinton · Rielly Milne (kormányos) | 5:25,28 |

## Női

### Érmesek
| A 2024. évi nyári olimpiai játékok érmesei női evezésben | |         | |         | |         |
| Versenyszám                                              | Arany | Arany   | Ezüst | Ezüst   | Bronz | Bronz   |
| Egypárevezős                                             | Karolien Florijn · Hollandia (NED) | 7:17,28 | Emma Twigg · Új-Zéland (NZL) | 7:19,14 | Viktorija Senkutė · Litvánia (LTU) | 7:20,85 |
| Kétpárevezős                                             | Új-Zéland · Brooke Francis · Lucy Spoors | 6:50,45 | Románia · Ancuța Bodnar · Simona Radiș | 6:50,69 | Nagy-Britannia · Mathilda Hodgkins-Byrne · Becky Wilde | 6:53,22 |
| Könnyűsúlyú kétpárevezős                                 | Nagy-Britannia · Emily Craig · Imogen Grant | 6:47,06 | Románia · Gianina Beleagă · Ionela Cozmiuc | 6:48,78 | Görögország · Dímitra Kondú · Zoí Fíciu | 6:49,28 |
| Kormányos nélküli kettes                                 | Hollandia · Ymkje Clevering · Veronique Meester | 6:58,67 | Románia · Ioana Vrînceanu · Roxana Anghel | 7:02,97 | Ausztrália · Jessica Morrison · Annabelle McIntyre | 7:03,54 |
| Négypárevezős                                            | Nagy-Britannia · Lauren Henry · Hannah Scott · Lola Anderson · Georgina Brayshaw | 6:16,31 | Hollandia · Laila Youssifou · Bente Paulis · Roos de Jong · Tessa Dullemans | 6:16,46 | Németország · Maren Völz · Tabea Schendekehl · Leonie Menzel · Pia Greiten                                                                                                 | 6:19,70 |
| Kormányos nélküli négyes                                 | Hollandia · Marloes Oldenburg · Hermijntje Drenth · Tinka Offereins · Benthe Boonstra                                                                                                | 6:27,13 | Nagy-Britannia · Helen Glover · Esme Booth · Samantha Redgrave · Rebecca Shorten | 6:27,31 | Új-Zéland · Jackie Gowler · Phoebe Spoors · Davina Waddy · Kerri Williams                                                                                                  | 6:29,08 |
| Nyolcas                                                  | Románia · Adriana Adam · Roxana Anghel · Amalia Bereș · Mădălina Bereș · Iuliana Buhuș · Dumitrița Juncănariu · Iuliana Popa · Simona Radiș · Victoria-Ștefania Petreanu (kormányos) | 5:54,39 | Kanada · Abigail Dent · Caileigh Filmer · Kasia Gruchalla-Wesierski · Maya Meschkuleit · Sydney Payne · Jessica Sevick · Kristina Walker · Avalon Wasteneys · Kristen Kit (kormányos) | 5:58,84 | Nagy-Britannia · Annie Campbell-Orde · Holly Dunford · Emily Ford · Lauren Irwin · Heidi Long · Rowan McKellar · Eve Stewart · Harriet Taylor · Henry Fieldman (kormányos) | 5:59,51 |